# Wagaya no rekishi
Wagaya no rekishi (わが家の歴史? lett. "La storia della mia famiglia") è un tanpatsu, ovvero una miniserie televisiva in formato dorama suddivisa in 3 parti. È stata trasmessa nell'aprile 2010 per festeggiare i 50 anni di Fuji TV.

## Trama
Masako è la figlia maggiore della famiglia Yame, che vive a Fukuoka. Si trova costretta ad abbandonare gli studi per poter contribuire al sostentamento dei suoi familiari, 2 genitori e 4 fratelli. La storia è tutta incentrata sui drammi di ognuno dei membri della famiglia nel Giappone del dopoguerra (tra il 1945 e il 1964).

## Protagonisti
- Kou Shibasaki - Yame Masako
- Kōichi Satō - Onizuka Taizo
- Seishiro Kato - Yame Minoru
- Jun Matsumoto - Yame Yoshio
- Ryūta Satō - Yame Muneo
- Maki Horikita - Yame Namiko
- Mio Miyatake - Namiko da bambina
- Nana Eikura - Yame Fusako
- Masami Nagasawa - Ichinose Yukari
- Yo Oizumi - Tsuru-chan
- Tetsuji Tamayama - Oura Ryugo
- Kōji Yamamoto - Ano Mitsunari
- Sawa Suzuki - Maria
- Junji Takada - Koga Miyoji
- Yūki Amami - Onizuka Chiaki
- Junko Fuji - Yame Maki
- Toshiyuki Nishida - Yame Tokijiro
- Kenji Anan Manager del Nagaiyouru

### Figure eminenti dell'era Showa
- Noritake Kinashi - Enomoto Kenichi
- Akiyoshi Nakao - Murata Hideo
- Emi Wakui - Hasegawa Machiko
- Takuzo Kadono - Yoshida Shigeru
- Tatsuya Fujiwara - Tezuka Osamu
- Shun Oguri - Takakura Ken
- Masanobu Takashima - Itokawa Hideo
- Tomomitsu Yamaguchi - Rikidozan
- Keiko Toda - Kasagi Shizuko
- Shiji Takeda - Shirai Yoshio
- Takayuki Yamada - Nakadai Tatsuya
- Shiro Ito - Furukawa Roppa
- Norito Yashima - Endo Shusaku
- Eiji Wentz - Maruyama Akihiro
- Saki Aibu - Misora Hibari
- Masaaki Uchino - Masuda Kozo
- Muga Tsukaji - Yamashita Kiyoshi
- Kōji Ishizaka - Nagai Kafuu
- Fumiyo Kohinata - Kishi Nobusuke
- Masaki Okada - Miyazaki Masashi (figura di finzione)
- Susumu Terajima - Hiiragi Shoji (figura di finzione)
- Kiichi Nakai - Shishimaru Jyuichi (figura di finzione)